# Helina punctifemoralis
Helina punctifemoralis är en tvåvingeart som beskrevs av Wang och Feng 1986. Helina punctifemoralis ingår i släktet Helina och familjen husflugor. Inga underarter finns listade i Catalogue of Life.